# Bay Springs
Bay Springs è una città (city) degli Stati Uniti d'America, capoluogo della contea di Jasper, nello Stato del Mississippi.